# Miguel Torres
Miguel Angel Torres (East Chicago, 18 gennaio 1981) è un lottatore di arti marziali miste e kickboxer statunitense di origini messicane.
Nelle MMA compete nelle categorie dei pesi piuma e dei pesi gallo, mentre nel kickboxing è sotto contratto con l'organizzazione Legacy FC.
In passato nelle MMA è stato campione dei pesi gallo WEC tra il 2008 ed il 2009 difendendo il titolo per tre volte; inoltre è stato anche campione nella franchigia statunitense della Shooto e nell'organizzazione Ironheart Crown, ed ha combattuto nella prestigiosa UFC tra il 2011 ed il 2012.
Torres è anche un insegnante di arti marziali e possiede e gestisce un'accademia di jiu jitsu brasiliano ad Hammond.

## Carriera nelle arti marziali miste

### Inizi
La carriera di Torres nelle arti marziali miste inizia con incontri organizzati da pub e locali notturni dell'Indiana dei quali non si hanno statistiche certe.
I suoi primi incontri da professionista dei quali si hanno dati inconfutabili risalgono al 2000, ovvero quando Torres prende parte a diversi tornei dello Stato dell'Indiana come il Finke's FCC e l'Ironheart Crown.
L'inopinabile talento di Torres lo porta a fare piazza pulita dei suoi avversari: dal 2000 al 2007, prima di entrare nella WEC, segnò un record di 32-1 con l'unica macchia della sconfitta subita da tal Ryan Ackerman ai punti.
In quegli anni Torres venne allenato anche da Carlson Gracie, uno dei tanti membri della famiglia Gracie fondatori del jiu jitsu brasiliano e allenatore di campioni come Murilo Bustamante, Vítor Belfort e Stephan Bonnar.
Gracie lo riconobbe come il suo miglior allievo nella categoria dei pesi gallo e lo portò con sé in un tour in Brasile.
Dopo quel tour Torres ricevé offerte da promozioni brasiliane e giapponesi ma decise di restare negli Stati Uniti.

### World Extreme Cagefighting
Torres fece il suo esordio in WEC il 5 settembre 2007 con una vittoria per sottomissione contro Jeff Bedard.
Visto il suo eccezionale curriculum gli venne concessa immediatamente la possibilità di sfidare il campione in carica Chase Beebe: il 13 febbraio 2008 ad Albuquerque Torres vinse il titolo sottomettendo Beebe nel primo round.
Successivamente difese il titolo mettendo KO prima l'ex lottatore Pancrase Yoshiro Maeda e poi l'ex campione KOTC Manny Tapia.
La terza difesa del titolo riuscì nel 2009 ai danni di Takeya Mizugaki, questa volta ai punti.
A spodestare Torres e a terminare il suo record parziale di 16 vittorie consecutive ci pensò Brian Bowles con un KO nel primo round, risultato che venne considerato un grande upset delle arti marziali miste, visto che Torres al tempo appariva come invulnerabile.
L'incontro successivo è ancora negativo e Torres viene sottomesso da Joseph Benavidez con uno strangolamento.
Torres si riscatta contro Charlie Valencia prima che la WEC sparisca per essere assimilata dall'UFC.

### Ultimate Fighting Championship
Torres, come molti altri lottatori della WEC, vengono inseriti nel roster di lottatori dell'UFC.
L'esordio è positivo e Torres sconfigge Antonio Banuelos ai punti.
L'incontro successivo però vede Torres uscire sconfitto ai punti dal confronto con un altro ex WEC, tal Demetrious Johnson che successivamente passerà ai pesi mosca.
Torres si rifà contro l'ex campione Ring of Combat Nick Pace in un incontro a senso unico.
Nel 2012 Torres ho modo di confrontarsi con un altro top 10 di categoria, ovvero Michael McDonald, ma quest'ultimo mette KO l'ispanico nel primo round.
Dopo quella sconfitta Torres venne svincolato dall'UFC e firmò un contratto con la nuova ed ambiziosa promozione World Series of Fighting.

### World Series of Fighting
Torres esordì nella World Series of Fighting nel novembre 2012 con una sconfitta ai punti per mano del brasiliano Marlon Moraes, sconfitta che lo estromise del tutto dai ranking dei primi 10 pesi gallo al mondo.
Nell'ottobre del 2013 perde anche il successivo match contro Pablo Alfonso (record: 8-5) per sottomissione nel primo round.
Nel 2014 torna alla vittoria in alcuni incontri per la promozione locale United Combat League, e viene annunciata la sua partecipazione ad un torneo di pesi piuma per l'organizzazione singaporiana Rebel FC.
Debutta anche in Titan FC venendo sconfitto rapidamente da Desmond Green per KO.

### Risultati nelle arti marziali miste
| Risultato | Record | Avversario           | Metodo                           | Evento                            | Data              | Round | Tempo | Città                     | Note                                                  |
| --------- | ------ | -------------------- | -------------------------------- | --------------------------------- | ----------------- | ----- | ----- | ------------------------- | ----------------------------------------------------- |
| Sconfitta | 43-8   | Desmond Green        | KO (colpi)                       | Titan FC 31: Ricci vs. Yoshida    | 31 ottobre 2014   | 1     | 0:46  | Tampa, Stati Uniti        |                                                       |
| Vittoria  | 43-7   | Takahiro Ashida      | Decisione (non unanime)          | Rebel FC 2: Battle Royale         | 1º agosto 2014    | 3     | 5:00  | Singapore                 | Torneo RFC Featherweight Grand Prix, Quarti di finale |
| Vittoria  | 42-7   | Wade Choate          | Sottomissione (ghigliottina)     | UCL: Torres vs. Choate            | 31 maggio 2014    | 1     | 1:19  | Hammond, Stati Uniti      |                                                       |
| Vittoria  | 41-7   | Giovanni Moljo       | Decisione (unanime)              | UCL: Havoc in Hammond             | 15 febbraio 2014  | 3     | 5:00  | Hammond, Stati Uniti      |                                                       |
| Sconfitta | 40-7   | Pablo Alfonso        | Sottomissione (ghigliottina)     | WSOF 6: Burkman vs. Carl          | 26 ottobre 2013   | 1     | 3:05  | Coral Gables, Stati Uniti |                                                       |
| Sconfitta | 40-6   | Marlon Moraes        | Decisione (non unanime)          | WSOF 1: Arlovski vs. Cole         | 3 novembre 2012   | 3     | 5:00  | Las Vegas, Stati Uniti    | Debutto in WSOF                                       |
| Sconfitta | 40-5   | Michael McDonald     | KO (pugni)                       | UFC 145: Jones vs. Evans          | 21 aprile 2012    | 1     | 3:18  | Atlanta, Stati Uniti      |                                                       |
| Vittoria  | 40–4   | Nick Pace            | Decisione (unanime)              | UFC 139: Shogun vs. Henderson     | 19 novembre 2011  | 3     | 5:00  | San Jose, Stati Uniti     |                                                       |
| Sconfitta | 39–4   | Demetrious Johnson   | Decisione (unanime)              | UFC 130: Rampage vs. Hamill       | 28 maggio 2011    | 3     | 5:00  | Las Vegas, Stati Uniti    |                                                       |
| Vittoria  | 39–3   | Antonio Banuelos     | Decisione (unanime)              | UFC 126: Silva vs. Belfort        | 5 febbraio 2011   | 3     | 5:00  | Las Vegas, Stati Uniti    | Debutto in UFC                                        |
| Vittoria  | 38–3   | Charlie Valencia     | Sottomissione (rear naked choke) | WEC 51: Aldo vs. Gamburyan        | 30 settembre 2010 | 2     | 2:25  | Broomfield, Stati Uniti   |                                                       |
| Sconfitta | 37–3   | Joseph Benavidez     | Sottomissione (ghigliottina)     | WEC 47: Bowles vs. Cruz           | 6 marzo 2010      | 2     | 2:57  | Columbus, Stati Uniti     |                                                       |
| Sconfitta | 37–2   | Brian Bowles         | KO (pugni)                       | WEC 42: Torres vs. Bowles         | 9 agosto 2009     | 1     | 3:57  | Las Vegas, Stati Uniti    | Perde il titolo dei Pesi Gallo WEC                    |
| Vittoria  | 37–1   | Takeya Mizugaki      | Decisione (unanime)              | WEC 40: Torres vs. Mizugaki       | 5 aprile 2009     | 5     | 5:00  | Chicago, Stati Uniti      | Difende il titolo dei Pesi Gallo WEC                  |
| Vittoria  | 36–1   | Manny Tapia          | KO Tecnico (pugni e gomitate)    | WEC 37: Torres vs. Tapia          | 3 dicembre 2008   | 2     | 3:04  | Las Vegas, Stati Uniti    | Difende il titolo dei Pesi Gallo WEC                  |
| Vittoria  | 35–1   | Yoshiro Maeda        | KO Tecnico (stop medico)         | WEC 34: Faber vs. Pulver          | 1º giugno 2008    | 3     | 5:00  | Sacramento, Stati Uniti   | Difende il titolo dei Pesi Gallo WEC                  |
| Vittoria  | 34–1   | Chase Beebe          | Sottomissione (ghigliottina)     | WEC 32: New Mexico                | 13 febbraio 2008  | 1     | 3:59  | Albuquerque, Stati Uniti  | Vince il titolo dei Pesi Gallo WEC                    |
| Vittoria  | 33–1   | Jeff Bedard          | Sottomissione (triangolo)        | WEC 30: McCullough vs. Crunkilton | 5 settembre 2007  | 1     | 2:30  | Las Vegas, Stati Uniti    | Debutto in WEC                                        |
| Vittoria  | 32–1   | Darius Turcinskas    | Sottomissione (rear naked choke) | IMMAC 2: Attack                   | 21 aprile 2007    | 2     | 0:57  | Chicago, Stati Uniti      |                                                       |
| Vittoria  | 31–1   | Charles Wilson       | Sottomissione (triangolo)        | Total Fight Challenge 7           | 10 febbraio 2007  | 3     | 1:29  | Hammond, Stati Uniti      |                                                       |
| Vittoria  | 30–1   | Bobby Gamboa         | Sottomissione (rear naked choke) | AFC 19                            | 9 settembre 2006  | 1     | 2:52  | Boca Raton, Stati Uniti   |                                                       |
| Vittoria  | 29–1   | Derek Collins        | KO Tecnico (pugni)               | Total Fight Challenge 6           | 5 maggio 2006     | 1     | 2:32  | Hammond, Stati Uniti      |                                                       |
| Vittoria  | 28–1   | Richard Nancoo       | KO Tecnico (pugni)               | IHC 10: Tempest                   | 29 aprile 2006    | 2     | -     | Hammond, Stati Uniti      |                                                       |
| Vittoria  | 27–1   | Joe Pearson          | Sottomissione (triangolo)        | Total Fight Challenge 5           | 18 febbraio 2006  | 1     | 0:28  | Hammond, Stati Uniti      |                                                       |
| Vittoria  | 26–1   | Ryan Ackerman        | Sottomissione (armbar)           | IHC 9: Purgatory                  | 19 novembre 2005  | 1     | 4:45  | Hammond, Stati Uniti      |                                                       |
| Vittoria  | 25–1   | Dan Swift            | Decisione (unanime)              | Total Fight Challenge 3           | 21 maggio 2005    | 3     | 5:00  | Hammond, Stati Uniti      |                                                       |
| Vittoria  | 24–1   | Mike French          | Sottomissione (triangolo)        | Superbrawl 40                     | 30 aprile 2005    | 2     | 2:44  | Hammond, Stati Uniti      |                                                       |
| Vittoria  | 23–1   | Jim Bruketta         | Sottomissione (triangolo)        | Total Fight Challenge 2           | 19 febbraio 2005  | 2     | 2:08  | Hammond, Stati Uniti      |                                                       |
| Vittoria  | 22–1   | Alex Khanbabian      | Sottomissione (armbar)           | IHC 8: Ethereal                   | 20 novembre 2004  | 1     | 1:01  | Hammond, Stati Uniti      |                                                       |
| Vittoria  | 21–1   | Mustafa Hussaini     | KO Tecnico (pugni)               | IHC 7: The Crucible               | 5 giugno 2004     | 3     | 1:24  | Hammond, Stati Uniti      |                                                       |
| Sconfitta | 20–1   | Ryan Ackerman        | Decisione (unanime)              | IHC 6: Inferno                    | 22 novembre 2003  | 3     | 5:00  | Hammond, Stati Uniti      |                                                       |
| Vittoria  | 20–0   | Lindsey Durlacker    | Decisione (unanime)              | IHC 4: Armageddon                 | 18 maggio 2002    | 3     | 5:00  | Hammond, Stati Uniti      |                                                       |
| Vittoria  | 19–0   | Brian Szohr          | Sottomissione (triangolo)        | TCC: Battle of the Badges         | 13 aprile 2002    | 1     | 3:36  | Hammond, Stati Uniti      |                                                       |
| Vittoria  | 18–0   | Craig Williamson     | Sottomissione (triangolo)        | TCC: Battle of the Badges         | 13 aprile 2002    | 1     | 2:45  | Hammond, Stati Uniti      |                                                       |
| Vittoria  | 17–0   | Steve Reyna          | KO Tecnico (stop medico)         | IHC 3: Exodus                     | 10 novembre 2001  | 1     | 5:00  | Hammond, Stati Uniti      |                                                       |
| Vittoria  | 16–0   | Nick Mitchell        | Decisione (unanime)              | IHC 3: Exodus                     | 10 novembre 2001  | 2     | 5:00  | Hammond, Stati Uniti      |                                                       |
| Vittoria  | 15–0   | Danny Long           | KO (pugni)                       | Total Combat Challenge            | 29 settembre 2001 | 1     | -     | Hammond, Stati Uniti      |                                                       |
| Vittoria  | 14–0   | Patrick Rodriguez    | Sottomissione                    | Finke's FCC                       | 30 aprile 2001    | 2     | 1:41  | Highland, Stati Uniti     |                                                       |
| Vittoria  | 13–0   | Josh Mason           | Sottomissione (pugni)            | Cage Rage 2                       | 14 aprile 2001    | 2     | -     | Kokomo, Stati Uniti       |                                                       |
| Vittoria  | 12–0   | Mark Jaromillo       | Sottomissione (armbar)           | Finke's FCC                       | 26 marzo 2001     | 2     | 2:40  | Highland, Stati Uniti     |                                                       |
| Vittoria  | 11–0   | David Odle           | Sottomissione (pugni)            | Finke's FCC                       | 26 febbraio 2001  | 1     | 2:05  | Highland, Stati Uniti     |                                                       |
| Vittoria  | 10–0   | Danny Alexander      | Sottomissione (rear naked choke) | Finke's FCC                       | 29 gennaio 2001   | 1     | 0:58  | Highland, Stati Uniti     |                                                       |
| Vittoria  | 9–0    | Jesse Gudenschwagger | KO Tecnico (stop medico)         | MMA Invitational 4                | 18 novembre 2000  | 2     | 5:00  | Hammond, Stati Uniti      |                                                       |
| Vittoria  | 8–0    | Chad Bratton         | Decisione (unanime)              | Extreme Shootfighting             | 30 settembre 2000 | 1     | 15:00 | Indianapolis, Stati Uniti |                                                       |
| Vittoria  | 7–0    | Ricky Olson          | Decisione (unanime)              | Extreme Shootfighting             | 30 settembre 2000 | 1     | 15:00 | Indianapolis, Stati Uniti |                                                       |
| Vittoria  | 6–0    | Cory Merriman        | Sottomissione (pugni)            | Extreme Shootfighting             | 30 settembre 2000 | 1     | 1:27  | Indianapolis, Stati Uniti |                                                       |
| Vittoria  | 5–0    | Dan Caesar           | Sottomissione (pugni)            | Finke's FCC                       | 28 agosto 2000    | 1     | 4:30  | Highland, Stati Uniti     |                                                       |
| Vittoria  | 4–0    | Kris Kramer          | Sottomissione (triangolo)        | Finke's FCC                       | 28 luglio 2000    | 1     | 3:00  | Highland, Stati Uniti     |                                                       |
| Vittoria  | 3–0    | Michael Reyna        | Sottomissione (pugni)            | Finke's FCC                       | 22 maggio 2000    | 1     | 1:22  | Highland, Stati Uniti     |                                                       |
| Vittoria  | 2–0    | Dan Caesar           | Sottomissione (ghigliottina)     | Finke's FCC                       | 24 aprile 2000    | 1     | 4:09  | Highland, Stati Uniti     |                                                       |
| Vittoria  | 1–0    | Larry Pulliam        | KO Tecnico (pugni)               | Finke's FCC                       | 27 marzo 2000     | 1     | 0:10  | Highland, Stati Uniti     |                                                       |

## Carriera nel kickboxing

### Glory
Pur non vantando un eccelso background in uno sport di striking nel 2014 Miguel Torres venne messo sotto contratto dalla Glory, promozione numero 1 al mondo di kickboxing, per prendere parte ad un torneo dei pesi piuma che avrebbe premiato il vincitore con il ruolo di contendente numero 1 nella divisione: Torres non fu però del torneo e venne sostituito dal brasiliano Marcus "Baiano" Vinícius.
Lo stesso anno Torres rese noto di aver firmato come kickboxer per la promozione Legacy FC, promozione nella quale esordì nel gennaio 2015 con una sconfitta.

### Risultati nel kickboxing
| Risultato | Record | Avversario   | Metodo              | Evento              | Data            | Round | Tempo | Città                | Note |
| --------- | ------ | ------------ | ------------------- | ------------------- | --------------- | ----- | ----- | -------------------- | ---- |
| Sconfitta | 0-1    | Angel Huerta | Decisione (unanime) | Legacy Kickboxing 1 | 16 gennaio 2015 | 3     | 3:00  | Houston, Stati Uniti |      |